# Provincias de Bután
Las Provincias de Bután eran regiones históricas encabezadas por Penlops y dzongpens (traducido como "gobernador”). Este sistema dual de gobierno cada vez más disfuncional finalmente se derrumbó en medio de la guerra civil. El victorioso Penlop de Trongsa Ugyen Wangchuck ganó soberanía de jure sobre todo el reino en 1907, marcando el establecimiento del Reino de Bután moderno y el ascenso de la Cámara de los Wangchuck. Desde este momento, las provincias de Bután se han reorganizado varias veces en lo que ahora son los veinte distritos de Bután (Dzongkhag). Títulos provinciales como Penlop de Trongsa y Penlop de Paro continúan, pero estrictamente, subordinados a la Casa Real.

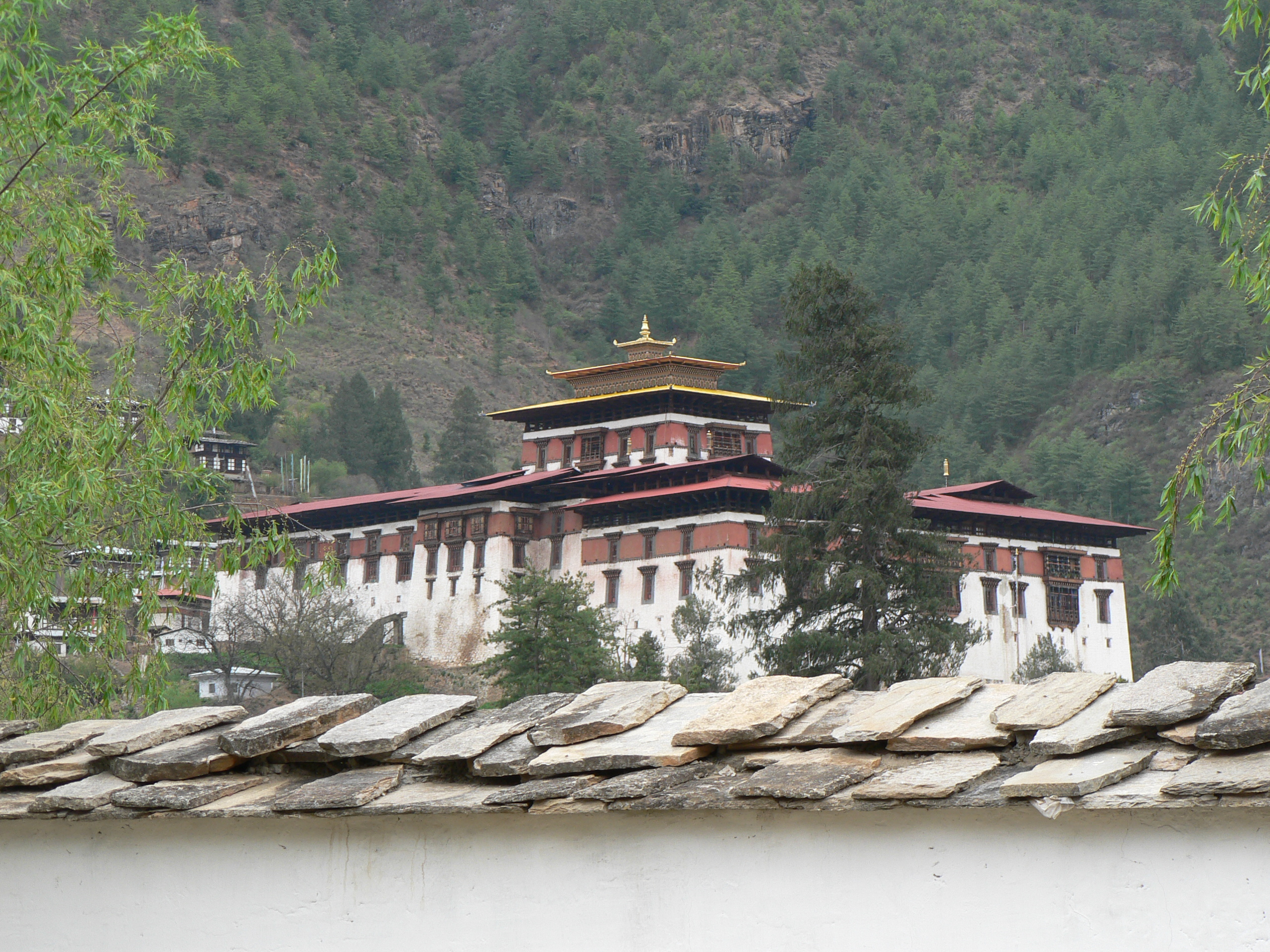
Paro Dzong, sede administrativa de la provincia histórica de Paro.

Tradicionalmente, Bután comprendía nueve provincias: Trongsa, Paro, Punakha, Wangdue Phodrang, Daga (también conocida como Taka, Tarka o Taga ), Bumthang, Thimphu, Kurtoed (también conocida como  Kurtoi, Kuru - tod), y Kurmaed (también conocida como Kurme, Kuru-tod). Las Provincias de Kurtoed y Kurmaed se unieron en una sola administración local, dejando el número tradicional de los gobernadores, a ocho. Mientras que algunos señores eran Penlops, otros celebran el título Dzongpen (Dzongkha: རྗོང་དཔོན་; Wylie: rjong - DPON; también " Jongpen ", " Dzongpön "); ambos títulos se pueden traducir como " gobernador".

## Historia

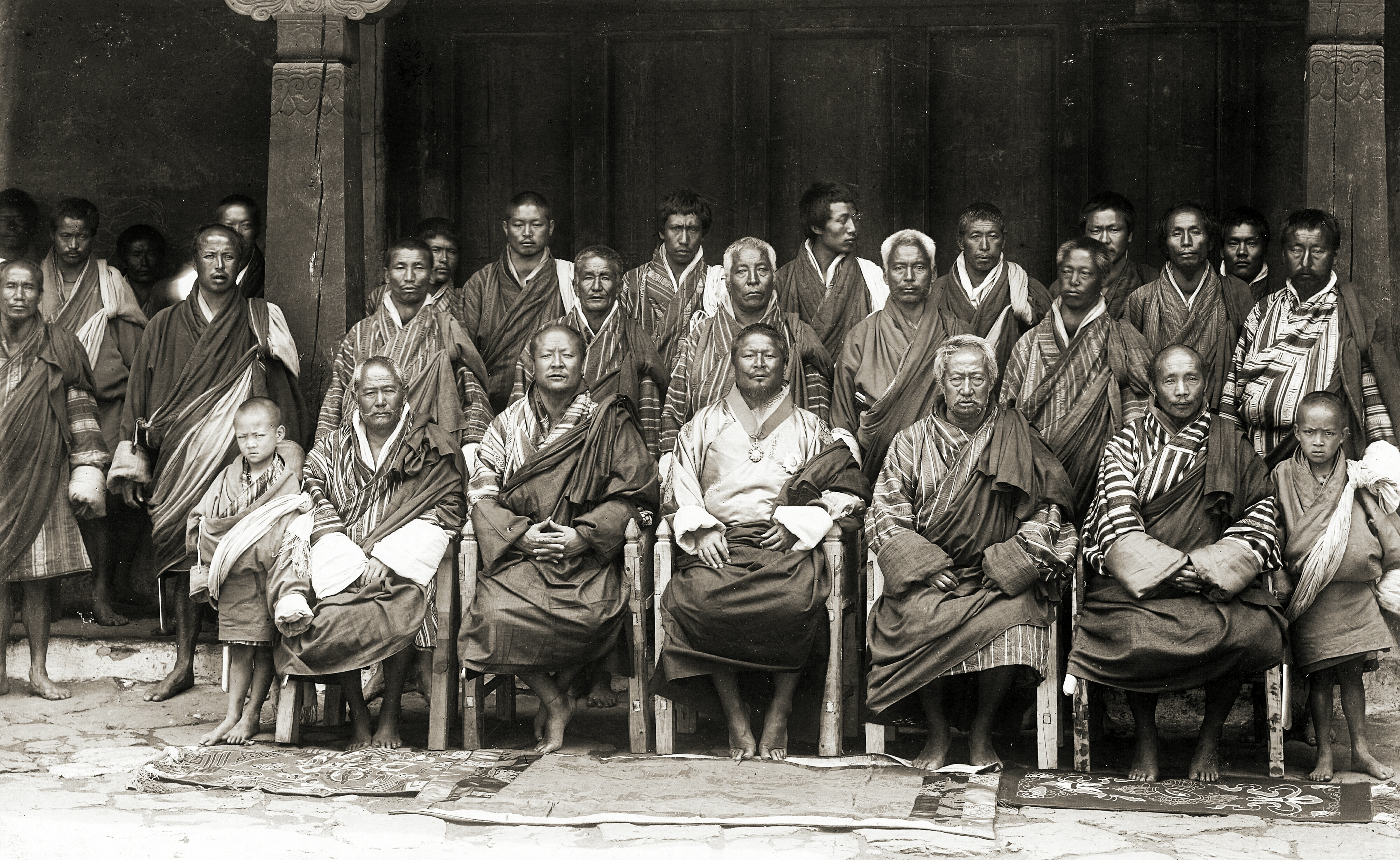
Ugyen Wangchuck rodeado de sus consejeros en Punakha, Bután, 1905 Primera fila:. Hijo de Thimphu Jongpen, Punakha Jongpen, Thimphu Jongpen, Trongsa Penlop, Zung Donyer [dronyer], Deb Zimpon, y el hijo mayor de Thimphu Jongpen.

Bajo principios de gobierno de doble sistema teocrático, el control del gobierno central cada vez menos eficaz resultó en la desintegración de hecho de la oficina de Shabdrung después de la muerte de Shabdrung Ngawang Namgyal en 1651. Bajo este sistema, el Shabdrung reinó junto al encargado de lo temporal, Druk Desi, y de lo religioso, Je Khenpo. Dos Shabdrungs sucesores - el hijo ( 1651) y el hermanastro ( 1680) de Ngawang Namgyal - fueron controlados efectivamente por el Druk Desi y Je Khenpo hasta que la energía se dividió aún más a través de la innovación de las múltiples encarnaciones Shabdrung, lo que refleja el habla, la mente y el cuerpo. Los señores regionales cada vez más seculares (penlops y dzongpons) compitieron por el poder en medio de un contexto de guerra civil por la Shabdrung e invasiones desde el Tíbet, y el Imperio Mongol. Los Penlops de Trongsa y Paro, y los dzongpons de Punakha, Thimphu, y Wangdue Phodrang eran figuras especialmente notables en la competencia por el dominio regional. Durante este período, hubo un total de nueve provincias y ocho penlops que compiten por el poder.
El Penlop de Bután occidental controlado por Paro; el rival Penlop de Bután oriental controlado por Trongsa; y áreas dzongpons que rodean sus respectivos controlados por dzongs. El Penlop de Paro, a diferencia de Trongsa, era una oficina designada por el gobierno central de la Druk Desi. Debido a que las regiones occidentales controlados por el Penlop de Paro eran lucrativas rutas comerciales y tenían las tierras agrícolas más fértiles, se convirtió en el objeto de la competencia entre las familias aristocráticas.
El décimo Penlop de Trongsa Jigme Namgyal ( r. 1853-1870 ) comenzó a consolidar el poder, allanando el camino para su hijo el 12 de Penlop de Trongsa (y 21a Penlop de Paro) Ugyen Wangchuck prevalecer en la batalla contra todos los penlops rivales y establecer la monarquía en 1907. Con el establecimiento de la monarquía y la consolidación del poder, los roles tradicionales de las provincias, de sus gobernantes, y el sistema dual de gobierno llegaron a su fin.